# Genaro Fernández MacGregor
Genaro Fernández MacGregor (* 1883 in Mexiko-Stadt; † 1959) war ein mexikanischer Jurist sowie ehemaliger Rektor der Universidad Nacional Autónoma de México (UNAM).

## Biografie
Fernández studierte an der Escuela Nacional de Jurisprudencia (ENJ) und graduierte dort 1907. 
Ab 1914 lehrte er als Professor an der Universität, unter anderem auch allgemeine Geschichte an der Escuela Nacional Preparatoria (ENP). Ab 1917 unterrichtete er an der ENJ internationales öffentliches Recht und Zivilrecht. Im Januar 1932 löste er Benito Flores Martínez als von der mexikanischen Regierung beauftragter Schiedsrichter in der Comisión México-Británica de Reclamaciones ab. Vom 24. März 1945 bis zum 28. Februar 1946 war er Rektor der UNAM.
| Personendaten    | Personendaten                            |
| ---------------- | ---------------------------------------- |
| NAME             | Fernández MacGregor, Genaro              |
| ALTERNATIVNAMEN  | Fernández Mac Gregor, Genaro             |
| KURZBESCHREIBUNG | mexikanischer Jurist und Rektor der UNAM |
| GEBURTSDATUM     | 1883                                     |
| GEBURTSORT       | Mexiko-Stadt                             |
| STERBEDATUM      | 1959                                     |